# 台汽中興號
中興號為台灣的公路客運車款之一，1976年由臺灣省公路局開始使用於長途客運，1980年臺灣汽車客運公司（臺汽）成立後繼續使用。

## 歷史
隨著1970年代台灣高速公路的通車，1976年臺灣省公路局開始打造高級冷氣車車種，命名為中興號:316:77，並於該年8月1日正式加入公路局車隊:40:78。中興號車內配置有坐臥兩用絨布椅、四聲道音響、大功率空調冷氣，被視為當時最高級的客運車輛，並逐漸取代了其他無冷氣空調的車種:77。車上有女性隨車服務員，負責簡介沿途站別，並遞送書報、茶水與毛巾。
由於中興號的普及，民營客運業者開始引入冷氣車。
中興號早期塗裝為咖啡色線條，1990年代之後改為與國光號相同的紅白藍三色塗裝，之後又出現雲豹紋和紫色的新塗裝:42。
爾後由於車齡漸高，車輛逐漸被淘汰，自1984年以後營業車輛漸減。2000年僅剩國光號369輛與中興號884輛:144。

## 設備
中興號車內配置有坐臥兩用絨布椅、四聲道音響、大功率空調冷氣，每車有43個座位，被視為當時最高級的客運車輛:77。
早期中興號使用西德朋馳OF-1417底盤，再由唐榮鐵工廠打造車體:78。

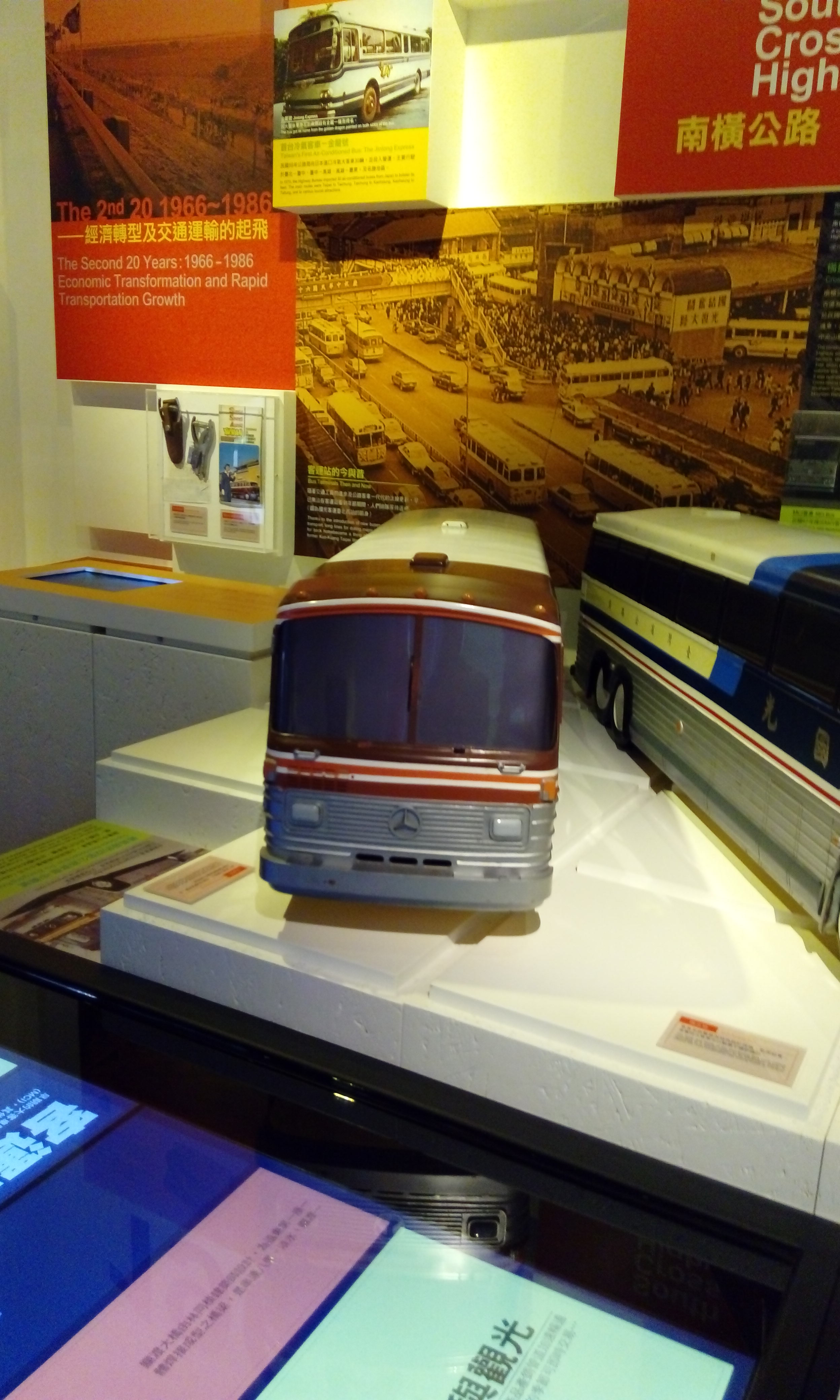
台灣公路博物館內BENZ OF1417中興號模型

## 行駛路線
中興號主要行駛於省道路線和較短的國道路線，較長的國道路線則由國光號行駛:42。
- 1978年11月啟用：台北至台中、台中至高雄
- 1979年啟用：台北至台南、台北至嘉義、台北至彰化、員林、台中至台南、高雄至嘉義[1]:304。

此外，也提供包車服務，往來台北市與中正國際機場之間:306。

## 延伸閱讀
- 錢大群. . 2001-04-01. ISBN 9789577443373.
- 林栭顯. . 國史館台灣文獻館. 1999-06-01. ISBN 9789570239317.

## 外部連結
- 台灣汽車客運股份有限公司